# Těrský Alatau
Těrský Alatau (kyrgyzsky Терскей Ала-Тоо, rusky Терскей Алатау) je horské pásmo v centrálním Ťan-Šanu v severovýchodním Kyrgyzstánu, obklopující z jihu jezero Issyk-Kul. Těrský Alatau dosahuje délky 375 km a šířky 40 km. Nejvyšším bodem je 5 216 metrů vysoká hora nazývaná Pik Karakolskij nebo Pik Jelcina. Na západě končí horské pásmo průlomem řeky Džuvanaryk, zdrojnice řeky Ču, na jihu jej od pásma Ak-Šijrak odděluje průsmyk ve výšce 3 800 metrů a od hřbetu Kuylyutau sedlo Kuylyu ve výšce 4 246 metrů, na východě navazuje na Meridionální hřbet a ze severu jej obklopuje kotlina jezera Issyk-Kul. Pohoří je silně zaledněno, nejdelší ledovce dosahují délky až 13 km. Severní svahy hor na východ od údolí Barskoon pokrývají lesy tvořené převážně smrkem Schrenkovým (Picea schrenkiana), hranice lesa je 2 900 metrů nad mořem.